# 西八王子站

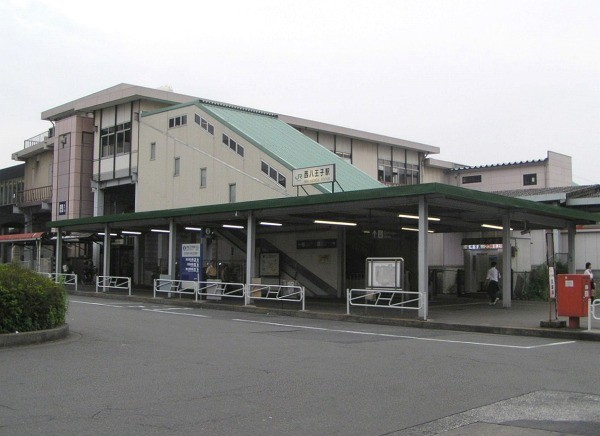
南口（2005年6月）

西八王子站（日语：／ Nishi-hachiōji eki */?）是一個位於東京都八王子市千人町二丁目，屬於東日本旅客鐵道（JR東日本）中央本線的鐵路車站。車站編號是JC 23。
包括此站的路段在運行系統上顯示為「中央線」。運行形態的詳細資料參見該條目。

## 車站構造
對向式月台2面2線的地上車站。有跨站式站房。

### 月台配置
| 月台 | 路線   | 方向 | 目的地                       |
| ---- | ------ | ---- | ---------------------------- |
| 1    | 中央線 | 上行 | 八王子、立川、新宿、東京方向 |
| 2    | 中央線 | 下行 | 高尾、大月、甲府、松本方向   |

（來源：JR東日本:車站構內圖 （页面存档备份，存于））

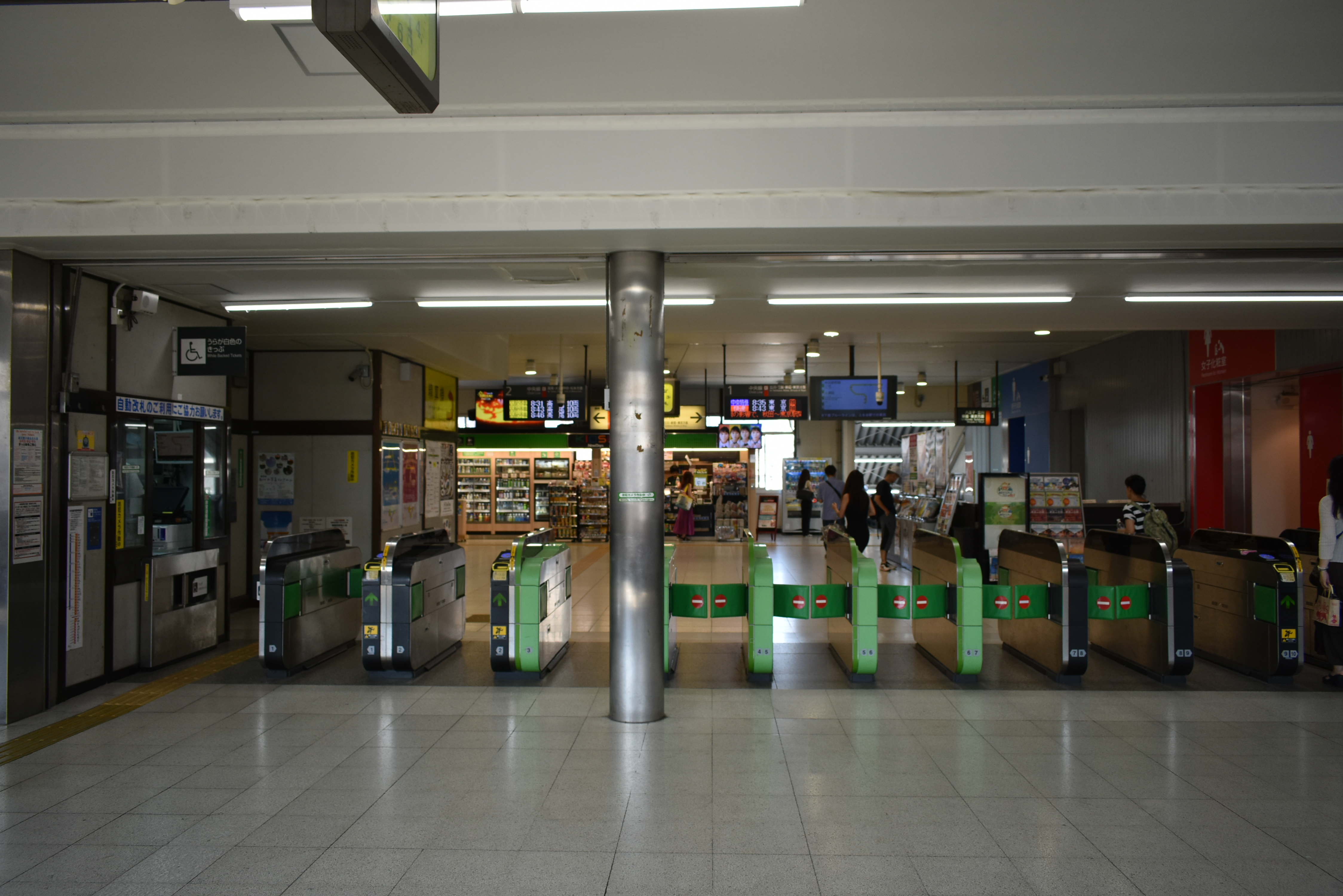
閘口外側（2019年8月10日攝）
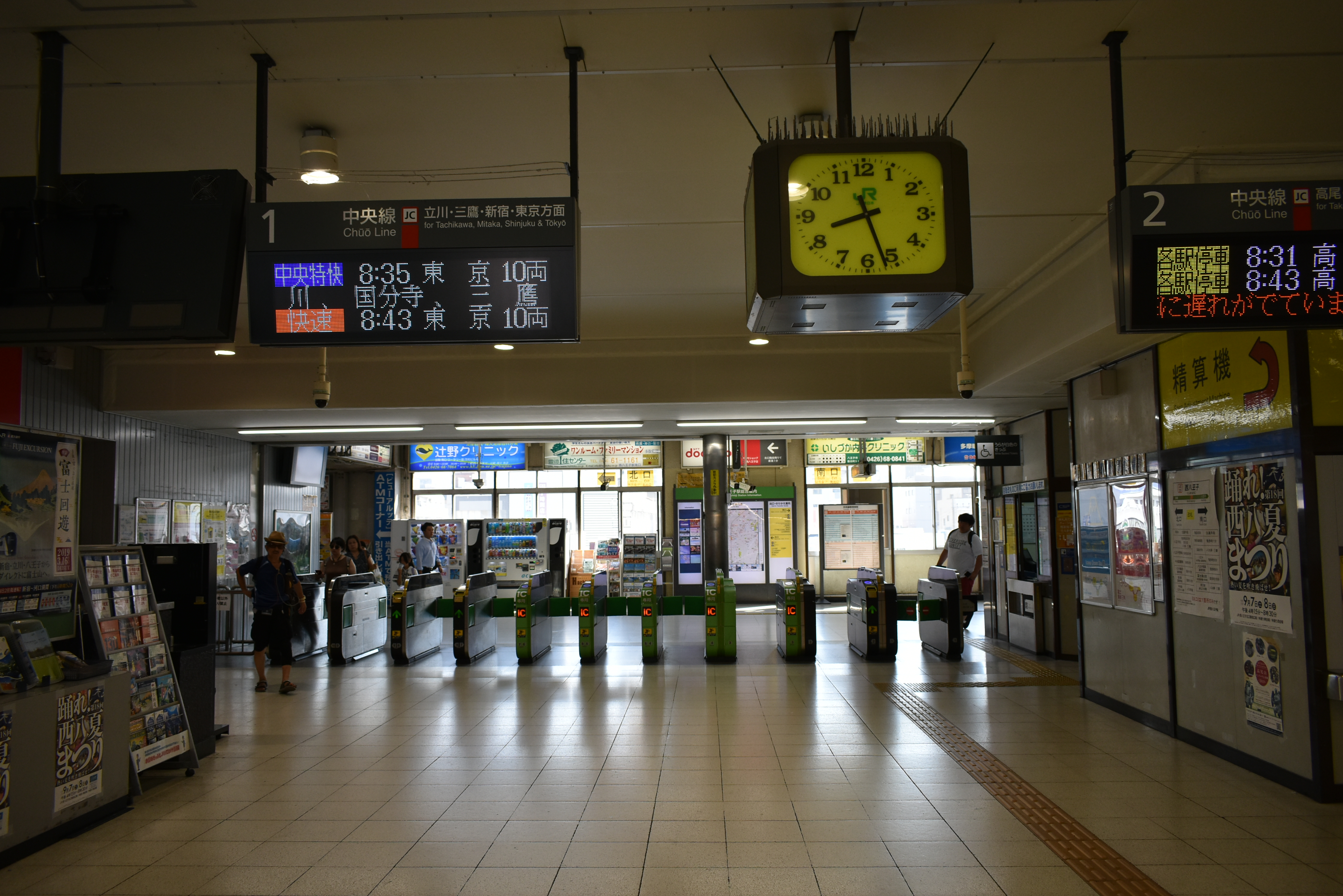
閘口内側（2019年8月10日攝）
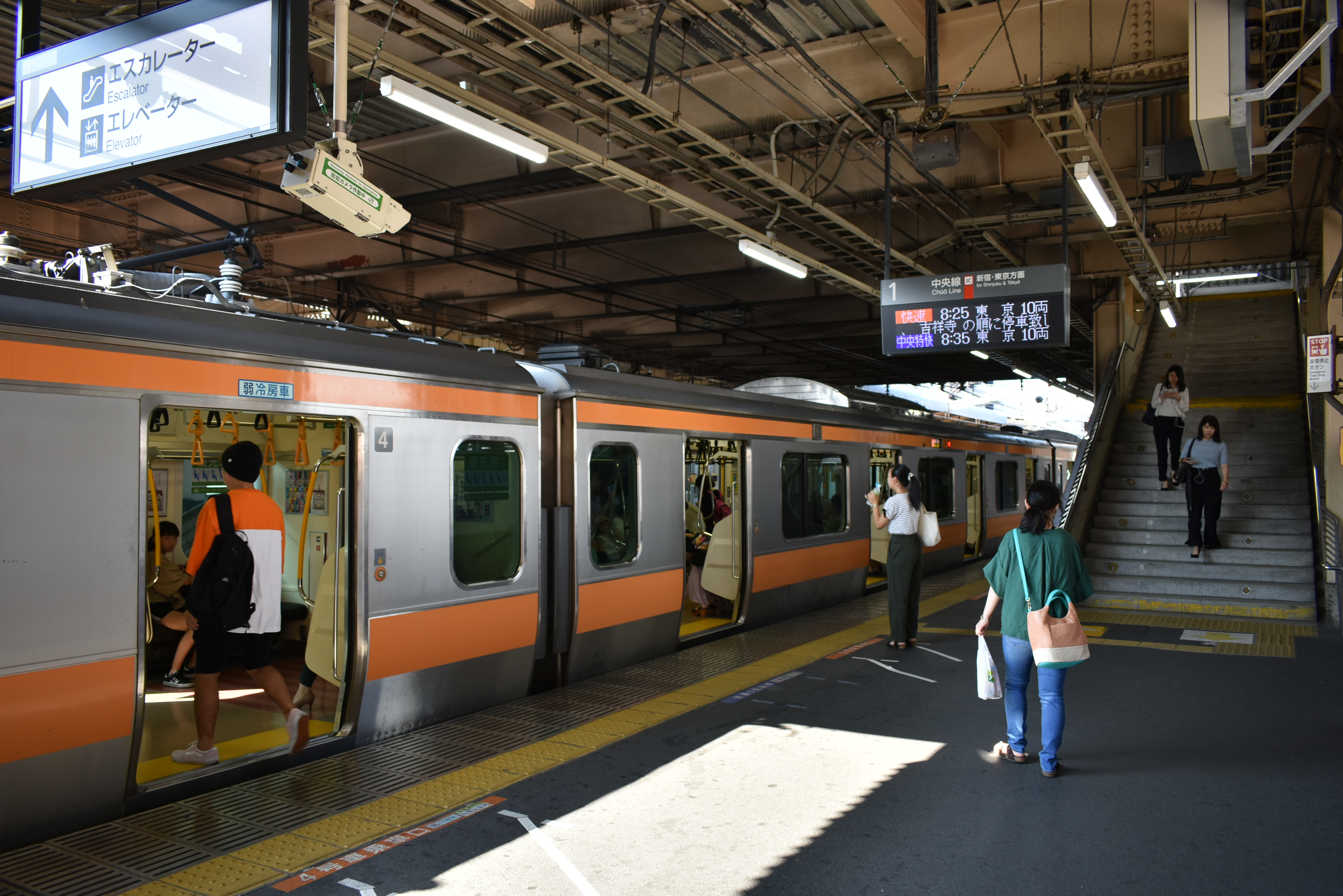
1號月台往東京站方向月台（2019年8月10日攝）
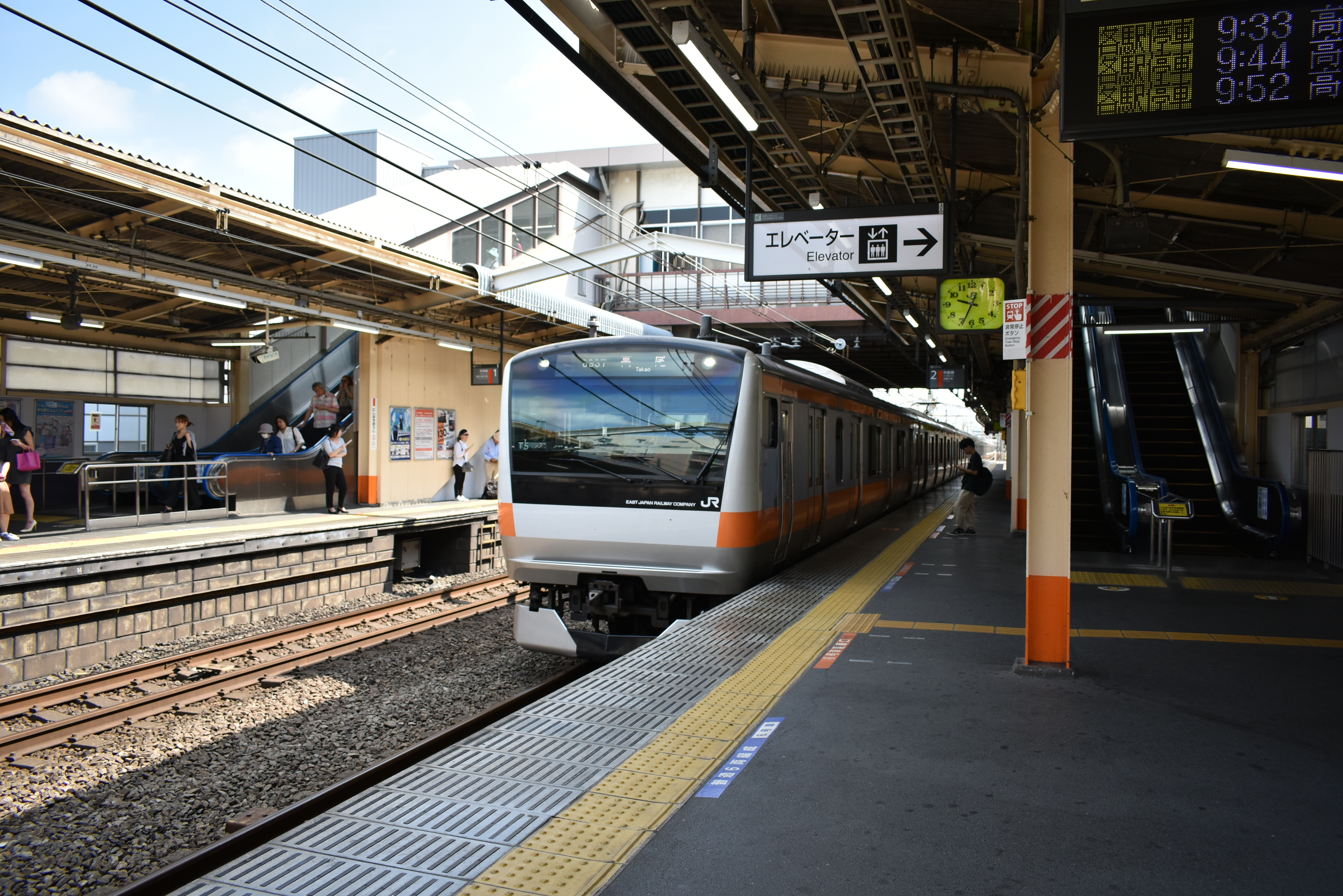
2號月台往高尾站方向月台（2019年8月10日攝）

## 使用情況
2019年（令和元年）度1日平均上車人次為31,823人。只比鄰近的日野站、高尾站多。
近年的推移如下表。
| 年度               | 1日平均 上車人次 | 來源     |
| ------------------ | ---------------- | -------- |
| 1989年（平成元年） | 28,624           | [ * 1 ]  |
| 1990年（平成 2年） | 30,191           | [ * 2 ]  |
| 1991年（平成 3年） | 30,928           | [ * 3 ]  |
| 1992年（平成 4年） | 31,036           | [ * 4 ]  |
| 1993年（平成 5年） | 31,666           | [ * 5 ]  |
| 1994年（平成 6年） | 31,362           | [ * 6 ]  |
| 1995年（平成 7年） | 30,593           | [ * 7 ]  |
| 1996年（平成 8年） | 30,370           | [ * 8 ]  |
| 1997年（平成 9年） | 30,035           | [ * 9 ]  |
| 1998年（平成10年） | 29,694           | [ * 10 ] |
| 1999年（平成11年） | 29,320           | [ * 11 ] |
| 2000年（平成12年） | 28,827           | [ * 12 ] |
| 2001年（平成13年） | 29,027           | [ * 13 ] |
| 2002年（平成14年） | 29,089           | [ * 14 ] |
| 2003年（平成15年） | 29,544           | [ * 15 ] |
| 2004年（平成16年） | 29,584           | [ * 16 ] |
| 2005年（平成17年） | 29,576           | [ * 17 ] |
| 2006年（平成18年） | 29,769           | [ * 18 ] |
| 2007年（平成19年） | 30,532           | [ * 19 ] |
| 2008年（平成20年） | 30,988           | [ * 20 ] |
| 2009年（平成21年） | 30,958           | [ * 21 ] |
| 2010年（平成22年） | 30,992           | [ * 22 ] |
| 2011年（平成23年） | 30,543           | [ * 23 ] |
| 2012年（平成24年） | 30,900           | [ * 24 ] |
| 2013年（平成25年） | 31,681           | [ * 25 ] |
| 2014年（平成26年） | 31,397           | [ * 26 ] |
| 2015年（平成27年） | 32,086           | [ * 27 ] |
| 2016年（平成28年） | 32,302           | [ * 28 ] |
| 2017年（平成29年） | 32,492           | [ * 29 ] |
| 2018年（平成30年） | 32,216           | [ * 30 ] |
| 2019年（令和元年） | 31,823           |          |

## 車站周邊
八王子市街地位於與高尾站的途中、車站北口側有商店街。南口側為寧静的住宅地。
- 西八王子LONLON生活館・市場館
- 八王子市役所
- 八王子市中央圖書館
- 八王子市立第五小學校
- 私立八王子高等學校
- 東京都立八王子桑志高等學校
- 東京都立富士森高等學校
- 東京都立八王子盲學校
- 東京都立八王子特別支援學校
- 富士森公園
- 國道20號（甲州街道）
- 松榮山了法寺 - 2009年5月設置萌系看板的人氣寺院。通稱：萌え寺

### 巴士
北口
沿北口商店街設置有1號～4號、由西東京巴士、京王電鐵巴士、はち巴士使用。巴士站名稱方面、3號為「西八王子站北口」、其他為「西八王子站」。
- 1號乘車場
  - 市02系統：楢原町行
- 2號乘車場
  - 市01系統：松枝住宅行
- 3號乘車場
  - 西12〜15系統：長房團地・城山手方向行
- 4號乘車場
  - うえ01系統：纖維團地行
  - 元八12・21系統：ホーメストタウン・グリーンタウン高尾行
  - はち巴士北西部路線：東海大學八王子病院行・北之根東（川口町）行

另外、甲州街道亦設置「西八王子站入口」巴士站、京王電鐵巴士與神奈川中央交通路線在此停車。
- 下行（高尾方向）
  - 八01～03・05系統：長房團地・城山手方向行
  - 八04・06系統：館之丘團地行
  - 八07系統：相模湖站行
- 上行（八王子方向）
  - 八01〜05・07系統：八王子站方向行

南口
南口巴士站設置有1號〜3號、由京王電鐵巴士使用。巴士站名稱為「西八王子站南口」。
- 1號乘車場
  - 八95・97、西55・56系統：GreenHill寺田・法政大學方向行、急行：法政大學體育館行
- 2號乘車場
  - 八94系統：八王子站南口行
  - 八95・97系統：京王八王子站行
- 3號乘車場
  - 西62系統：高尾站南口行

## 历史
- 1939年4月1日 - 國鐵車站開業。限旅客營業。
- 1987年4月1日 - 國鐵分割民營化成為東日本旅客鐵道車站。
- 1997年2月14日 - 西八王子LONLON開業。
- 2001年11月18日 - 智能卡Suica投入服務。

## 相鄰車站
東日本旅客鐵道
 中央線
■通勤特快
通過
■中央特快、■通勤快速（只限下行）、■快速、■普通（直通大月站以西）
八王子（JC 22）－西八王子（JC 23）－高尾（JC 24）
1960年（昭和35年）前本站與高尾站間有東淺川站。

### 使用情況
1. ↑  東京都統計年鑑 （页面存档备份，存于） - 東京都
2. ↑  統計八王子 （页面存档备份，存于） - 八王子市

JR東日本2000年度以後的上車人次
1. ↑  各駅の乗車人員（2000年度） （页面存档备份，存于） - JR東日本
2. ↑  各駅の乗車人員（2001年度） （页面存档备份，存于） - JR東日本
3. ↑  各駅の乗車人員（2002年度） （页面存档备份，存于） - JR東日本
4. ↑  各駅の乗車人員（2003年度） （页面存档备份，存于） - JR東日本
5. ↑  各駅の乗車人員（2004年度） （页面存档备份，存于） - JR東日本
6. ↑  各駅の乗車人員（2005年度） （页面存档备份，存于） - JR東日本
7. ↑  各駅の乗車人員（2006年度） （页面存档备份，存于） - JR東日本
8. ↑  各駅の乗車人員（2007年度） （页面存档备份，存于） - JR東日本
9. ↑  各駅の乗車人員（2008年度） （页面存档备份，存于） - JR東日本
10. ↑  各駅の乗車人員（2009年度） （页面存档备份，存于） - JR東日本
11. ↑  各駅の乗車人員（2010年度） （页面存档备份，存于） - JR東日本
12. ↑  各駅の乗車人員（2011年度） （页面存档备份，存于） - JR東日本
13. ↑  各駅の乗車人員（2012年度） （页面存档备份，存于） - JR東日本
14. ↑  各駅の乗車人員（2013年度） （页面存档备份，存于） - JR東日本
15. ↑  各駅の乗車人員（2014年度） （页面存档备份，存于） - JR東日本
16. ↑  各駅の乗車人員（2015年度） （页面存档备份，存于） - JR東日本
17. ↑  各駅の乗車人員（2016年度） （页面存档备份，存于） - JR東日本
18. ↑  各駅の乗車人員（2017年度） （页面存档备份，存于） - JR東日本
19. ↑  各駅の乗車人員（2018年度） （页面存档备份，存于） - JR東日本
20. ↑  各駅の乗車人員（2019年度） （页面存档备份，存于） - JR東日本

東京都統計年鑑
1. ↑   (PDF).   [2017-12-08]. （原始内容存档 (PDF)于2018-10-04）.
2. ↑   (PDF).   [2017-12-08]. （原始内容存档 (PDF)于2016-03-05）.
3. ↑   (PDF).   [2017-12-08]. （原始内容存档 (PDF)于2015-04-02）.
4. ↑  .   [2017-12-08]. （原始内容存档于2013-08-15）.
5. ↑  .   [2017-12-08]. （原始内容存档于2013-02-03）.
6. ↑  .   [2017-12-08]. （原始内容存档于2013-02-03）.
7. ↑  .   [2017-12-08]. （原始内容存档于2013-02-03）.
8. ↑  .   [2017-12-08]. （原始内容存档于2013-02-03）.
9. ↑  .   [2017-12-08]. （原始内容存档于2016-03-04）.
10. ↑  東京都統計年鑑（平成10年）PDF
11. ↑  東京都統計年鑑（平成11年）PDF
12. ↑  .   [2017-12-08]. （原始内容存档于2016-03-04）.
13. ↑  .   [2017-12-08]. （原始内容存档于2016-03-04）.
14. ↑  .   [2017-12-08]. （原始内容存档于2017-07-29）.
15. ↑  .   [2017-12-08]. （原始内容存档于2017-07-29）.
16. ↑  .   [2017-12-08]. （原始内容存档于2017-07-29）.
17. ↑  .   [2017-12-08]. （原始内容存档于2017-07-29）.
18. ↑  .   [2017-12-08]. （原始内容存档于2017-07-29）.
19. ↑  .   [2017-12-08]. （原始内容存档于2017-07-29）.
20. ↑  .   [2017-12-08]. （原始内容存档于2017-07-29）.
21. ↑  .   [2017-12-08]. （原始内容存档于2016-03-26）.
22. ↑  .   [2017-12-08]. （原始内容存档于2016-03-27）.
23. ↑  .   [2017-12-08]. （原始内容存档于2016-03-25）.
24. ↑  .   [2017-12-08]. （原始内容存档于2016-03-27）.
25. ↑  .   [2017-12-08]. （原始内容存档于2016-03-22）.
26. ↑  .   [2017-12-08]. （原始内容存档于2017-07-30）.
27. ↑  .   [2017-12-08]. （原始内容存档于2018-11-09）.
28. ↑  .   [2020-07-29]. （原始内容存档于2019-05-02）.
29. ↑  .   [2020-07-29]. （原始内容存档于2019-12-03）.
30. ↑  .   [2020-07-29]. （原始内容存档于2020-08-04）.

## 外部連結
- 車站資訊（西八王子）：東日本旅客鐵道

35°39′24.4″N 139°18′45.06″E / 35.656778°N 139.3125167°E